# Джак Даниълс
„Джак Даниълс“ (на английски: Jack Daniel's) е спиртоварна от Тенеси за производство на тенесийско уиски и марка известна с бутилките си с квадратно дъно и черен етикет.
Компанията, намираща се в Линчбърг, Тенеси, е собственост на сдружението „Браун-Форман“ от 1956 г. Въпреки това, в пазарните среди се смята, че Лем Мотлоу, починал през 1947 г., племенник на основателя Джаспър Нютон „Джак“ Даниъл, е „собственик“. Окръг Мор, където се произвежда алкохола, е „сух окръг“, тоест продуктите на компанията не могат да се закупуват в магазини или заведения на територията на окръга.